# أريو كوستا
أريو كوستا (بالإيطالية: Ario Costa)‏ مواليد 26 سبتمبر 1961 في ليغوريا، إيطاليا، هو لاعب كرة سلة إيطالي سابق. بدأ مسيرته الاحترافية في سنة 1977. حقق المركز الأول في بطولة أمم أوروبا لكرة السلة 1983. اعتزل اللعب في 1997. مثل منتخب إيطاليا لكرة السلة من سنة 1981 إلى 1991، كما لعب مع فيكتوريا يبرتاس بيزارو من سنة 1984 إلى 1996، ولعب مع فابريانو باسكت في موسم 1996–1997.

## الإنجازات
- ليغا باسكيت الدرجة الأولى (2): 1987-1988، 1989-1990
- كأس إيطاليا لكرة السلة (2): 1985، 1992

## روابط خارجية
- أريو كوستا على موقع الاتحاد الدولي لكرة السلة (الإنجليزية)